# Bruno Mathsson
Bruno Mathsson (Värnamo, 13 gennaio 1907 – Värnamo, 17 agosto 1988) è stato un designer e architetto svedese.
Con Carl Malmsten e Gunnar Asplund è considerato uno dei principali pionieri del design di mobili svedese moderno. Figlio del funzionalismo se ne è distinto per l'abbandono del rigore geometrizzante a favore di linee morbide e dell'ergonomicità. In architettura diede impulso ad un approccio più armonioso con la natura e concepì un modulo abitativo con tre lati in vetro isolante che ebbe molto successo e precorse i tempi.

## Biografia
Figlio di un fabbricante di mobili e discendente di una dinastia di maestri falegnami, Bruno acquisisce il mestiere partendo da zero, e muove i suoi primi passi di designer nell'azienda di famiglia che porta il nome del padre, Karl Mathsson.
Nei primi anni trenta il funzionalismo di affermati designer come Axel Larsson e Sven Markelius detta legge in Svezia. Mathsson comincia a proporre sedute di forma organica che sono in contrasto con la moda corrente, introducendo concetti innovativi che riguardano l'ergonomicità. La seduta deve seguire la forma del corpo umano e i suoi stessi componenti devono il più possibile adattarsi a questa.
La sedia Abertsstol, sviluppata tra il 1933 e il 1936, è il miglior manifesto di questa nuova filosofia, con forme morbide, seduta e schienale realizzati in flessibili fasce di juta intrecciata. Con gli stessi principi e materiali nasce anche la celebre chaise-longue Pernilla del 1934. La struttura in legno lamellare curvato, il sedile in faggio e la canapa intrecciata sono elementi che anticipano la chaise-longue Model n. 43 e la sedia Model n. 406 di Alvar Aalto.
Nel 1936 ha già una prima consacrazione con la mostra personale nel prestigioso Museo Röhss di Design e Arti applicate di Göteborg. Nel 1937 la presenza alla Esposizione internazionale di Parigi lo pone all'attenzione di tutto il mondo.
Dal 1945 incomincia ad occuparsi prevalentemente di architettura. Al ritorno di un lungo soggiorno negli Stati Uniti d'America con la moglie Karin Sward, nel quale fanno la conoscenza tra gli altri dell'influente architetto Edgar Kaufmann jr., concepisce nel 1950 un modulo abitativo con tre lati vetrati, solaio in cemento con riscaldamento elettrico a pavimento, che utilizza come showroom per l'azienda di mobili di famiglia. In seguito brevetta la Brunopane, un modulo con una parete in laterizio e le altre tre in pannelli con triplo vetro isolante. La semplicità e il contatto diretto con la natura e la luce sono alla base del credo abitativo di Mathsson che riscuote enorme successo. Dal 1960 cessò l'attività di progettista
limitando la sua attività alle residenze di suo utilizzo tra Svezia e Portogallo, paese nel quale trascorse molti inverni. In particolare va ricordata la sua casa al mare a Frösakull si caratterizza per avere un confine tra esterno ed interno ormai indistinto.
L'attività di designer prosegue sempre nel segno dell'innovazione, come quando dall'incontro con lo scienziato danese Piet Hein dà vita dal 1958 ad una serie di mobili costruiti in tubolari d'acciaio.
Il successo di Mathsson in vita è testimoniato dalle numerose mostre che tenne in tutto il mondo e dai premi che gli vennero attribuiti in patria e all'estero. Il fatto che sedie come Eva (1941) non siano mai uscite di produzione dà la misura di quanto Mathsson sia stato e continui ad essere attuale ed incisivo sia nel design che nell'architettura.